# Canillas de Esgueva (kommunhuvudort)
Canillas de Esgueva är en kommunhuvudort i Spanien.   Den ligger i provinsen Provincia de Valladolid och regionen Kastilien och Leon, i den centrala delen av landet, 150 km norr om huvudstaden Madrid. Canillas de Esgueva ligger 815 meter över havet och antalet invånare är 104.
Terrängen runt Canillas de Esgueva är huvudsakligen platt. Canillas de Esgueva ligger nere i en dal. Runt Canillas de Esgueva är det glesbefolkat, med 8 invånare per kvadratkilometer. Närmaste större samhälle är Peñafiel, 17,0 km söder om Canillas de Esgueva. Trakten runt Canillas de Esgueva består till största delen av jordbruksmark.